# 텔레문도
텔레문도(스페인어: Telemundo)는 컴캐스트가 운영하는 미국의 스페인어 텔레비전 네트워크이다.

## 역사
1922년 12월 3일에 푸에르토리코 산후안에서 WKAQ 중파 라디오(580kHz)방송을 개시하였다. 이후 1954년 3월 28일에 중심국인 WKAQ-TV가 개국하였다.
1985년 10월 21일에는 WNJU(본사:뉴저지주 린든)과 KSTS (본사:캘리포니아주 새너제이)는 NetSpan이라는 네트워크를 결성하였으며, 이후 KVEA (본사:캘리포니아주 로스앤젤레스)가 1985년에 가입하였다. 이후 WSCV (본사:플로리다주 [[포트로더데일)이 가입하면서 마침내 1987년, NetSpan과 텔레문도는 텔레문도로 합병되었다.
2002년 4월 12일, NBC가 인수하여 NBC유니버설의 계열사가 되었고, 2012년 12월 7일 새 로고로 변경되었다.

## 프로그램 목록

### 뉴스 및 정보
- 노티시에로 텔레문도(Noticiero Telemundo)

### 버라이어티·토크 쇼
- 카소 세라도(Caso cerrado)
- 도세 코라조네스(12 corazones)

## 같이 보기
- 유니비전